# Гумберт, Альберт
Альберт Дженкинз Гумберт (англ. Albert Jenkins Humbert; 1821 — 24 декабря 1877, Остров Мэн) — британский архитектор,  особо ценимый принцем Альбертом.
Был сотрудником Королевского института британских архитекторов.
Среди наиболее известных сооружений Гумберта — Сандрингем Хаус в Сандрингеме, Мавзолей герцогини Кентской в Виндзоре, мавзолей королевы Виктории и ее мужа Альберта, принца-консорт близ Виндзорского замка (внесён в Список национального наследия Англии), Церковь Святой Милдред, Уиппингем на о. Уайт